# Nollendorfplatz

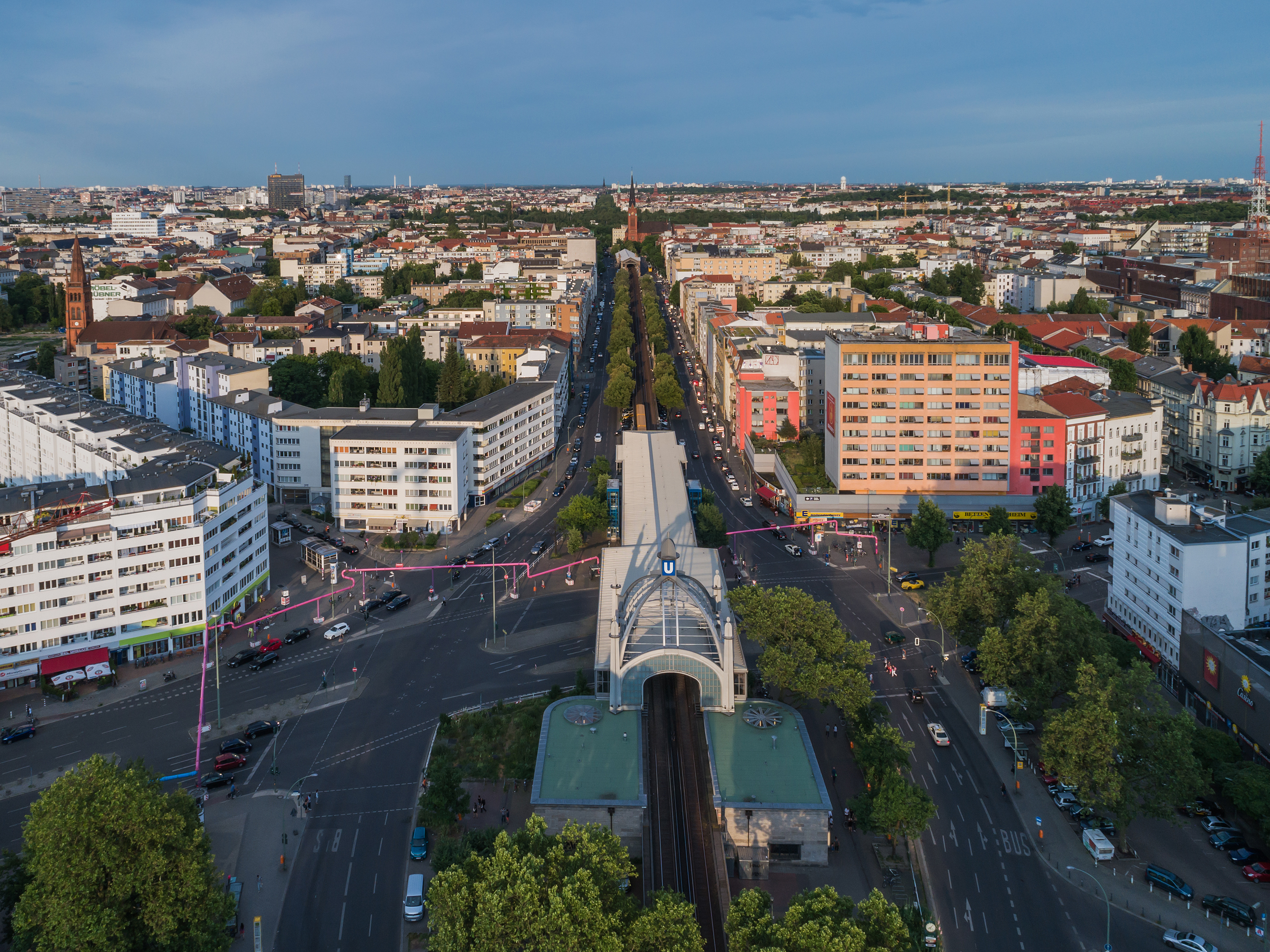
Nollendorfplatz 2017

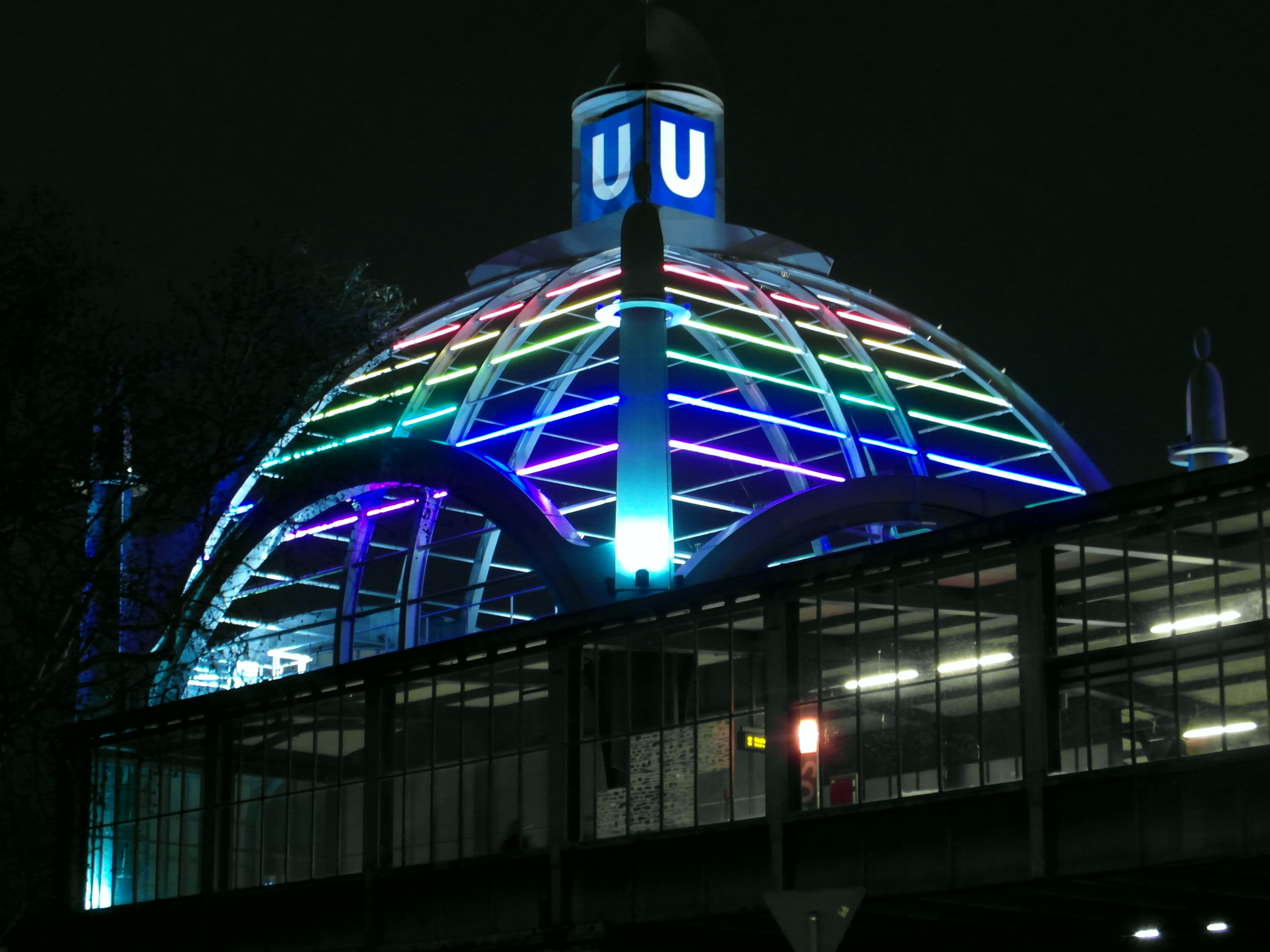
Kupolen på tunnelbanestationen i Pridefärgerna

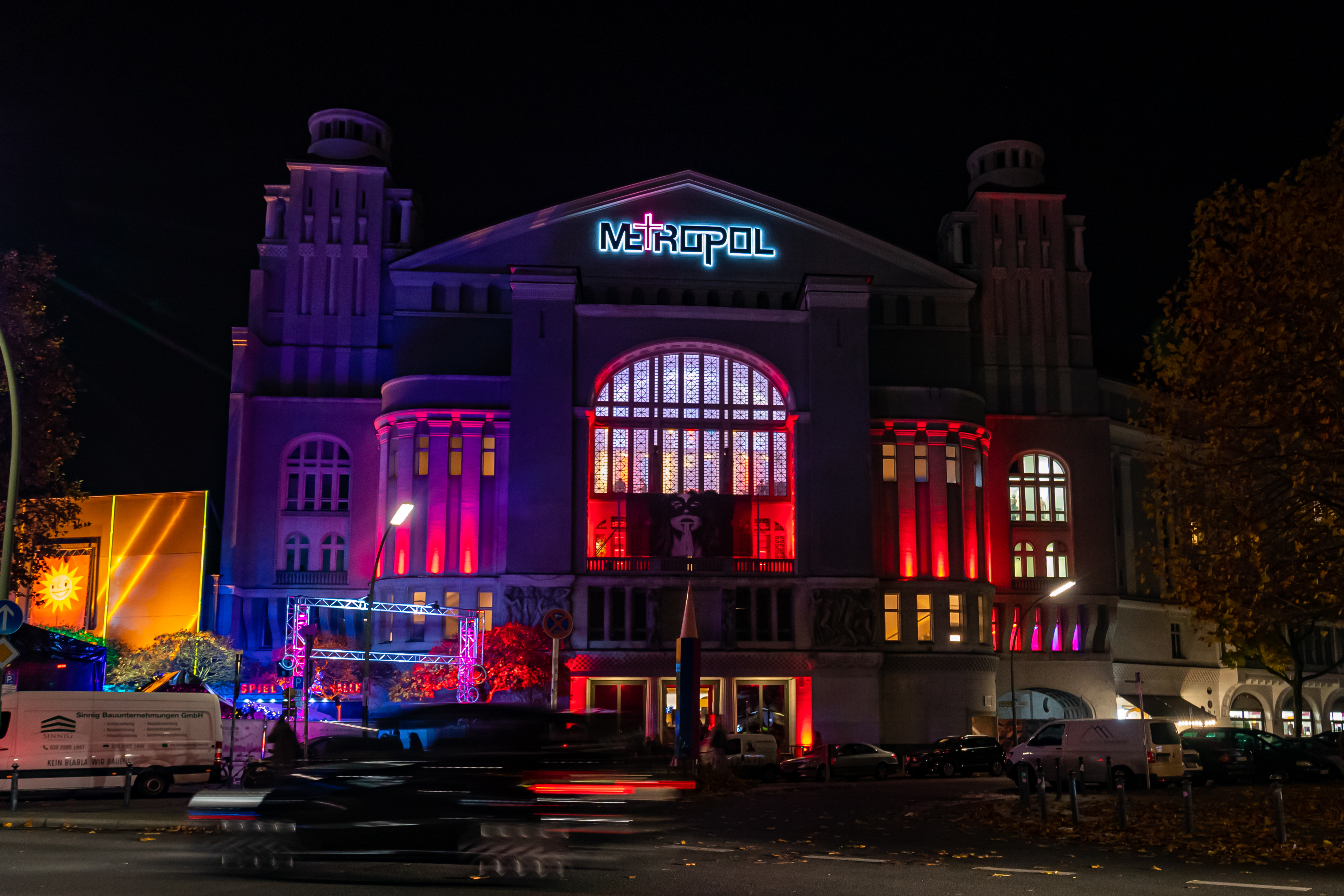
Metropol eller Neues Schauspielhaus vid Nollendorfplatz

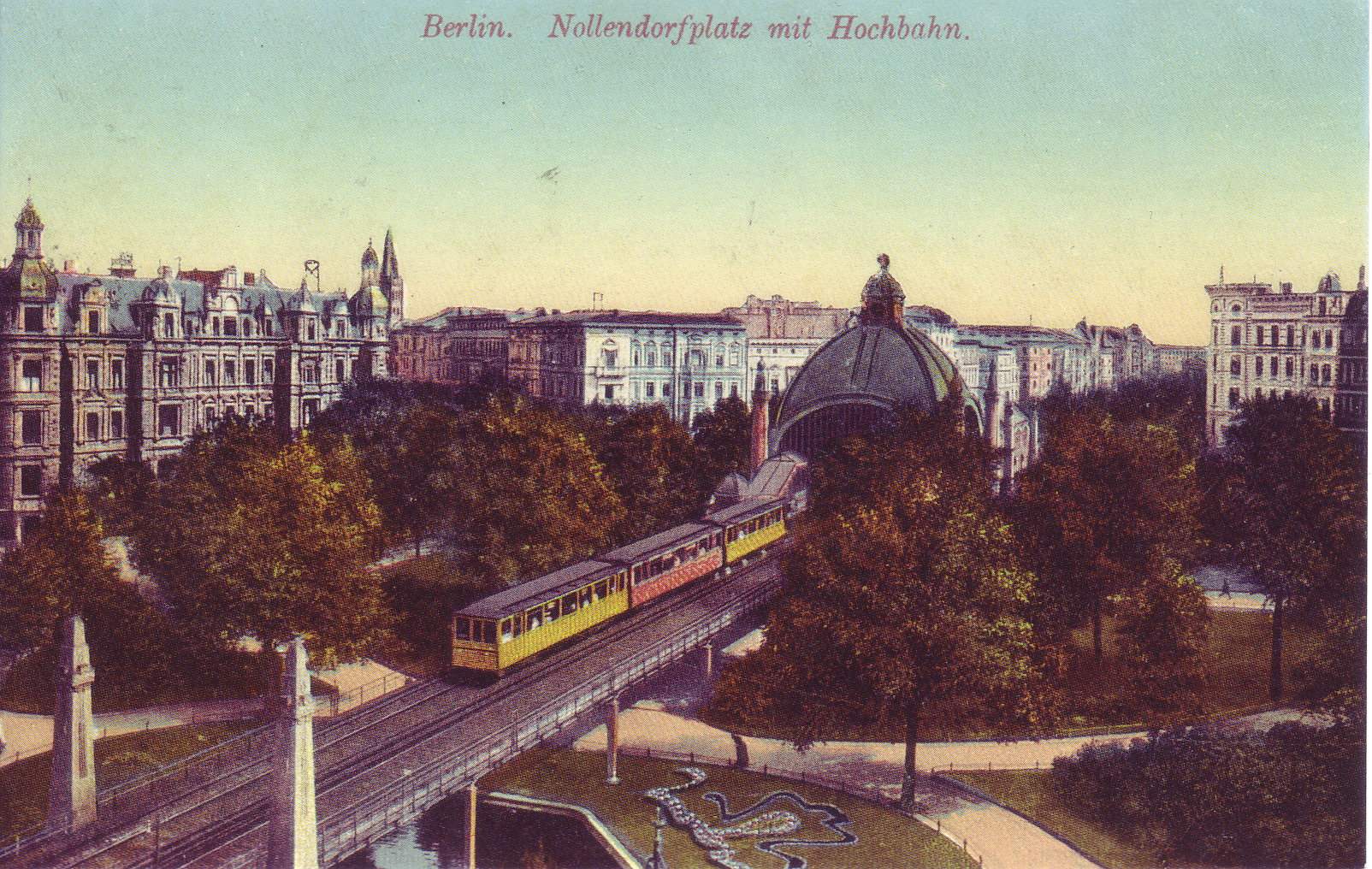
Nollendorfplatz, vid 1900

Nollendorfplatz är ett torg i stadsdelen Schöneberg i Berlin. Nollendorfplatz kännetecknas av tunnelbanan som går utomhus på en viadukt (tyska: Hochbahn) och Neues Schauspielhaus, som numera är eventhuset Metropol som har olika klubbar. Nollendorfplatz är en viktig knutpunkt för kollektivtrafiken.

## Historia
Nollendorfplatz fick sin sitt namn 1864 då en generalplan tagits fram.  I stadsplanen, Hobrechtplanen från 1862, har området fått namn efter militära ledare och skådeplatser under krigen mot Napoleon 1813–1815, så har t.ex. Bülowstrasse sitt namn efter Friedrich Wilhelm von Bülow. Namnet Nollendorfplatz kommer från slaget vid Kulm och Nollendorf i nuvarande Tjeckien 1813. Vid slaget segrade generalen Friedrich von Kleist som hädanefter fick tillägget von Nollendorf i sitt namn och som gett namn till Kleiststrasse.
Generalplanen går tillbaka till planerna av Peter Josef Lenné och hade en utformning som skiljer sig från den nuvarande: platsen var parklinkande med grönytor och planteringar. När platsen anlades delades den mellan Schöneberg och Charlottenburg som då fortfarande var egna orter och inte tillhörde Berlin. I början av 1900-talet följde byggnader som Amerikanische Kirche, Neues Schauspielhaus och tunnelbanestationen med dess högbana. Stationshuset var påkostat med en stor kupol och mycket utsmyckningar. Tunnelbanans uppförande förändrade platsen men grönytorna återställdes efter att högbanan byggts. Platsen förstördes däremot under andra världskriget och omkringliggande byggnader ersattes av byggnader i modern stil. 
1999 ersattes den sönderbombade kupolen med en genombruten "krona" finansierad av privata hopsamlade medel. 
Platsen utmärks idag av högbanan för tunnelbanan och körfälten för fordonstrafiken.
Nollendorfplatz är ett centrum för Berlins gayliv med Motzstrasse och Fuggerstrasse. Platsen har en lång historia av att vara en samlingspunkt för Berlins homosexuella, ända sedan början av 1900-talet. Platsen spelar också en roll i musikalen Cabaret, som hem för flera av karaktärerna. Christopher Isherwood bodde som inneboende från omkring 1930 till våren 1933 på Nollendorfstrasse 17 (huset överlevde kriget och finns kvar). Varje år arrangeras HBTQ-stadsfesten Lesbisch-schwules Stadtfest Berlin i detta område.

## Bildgalleri

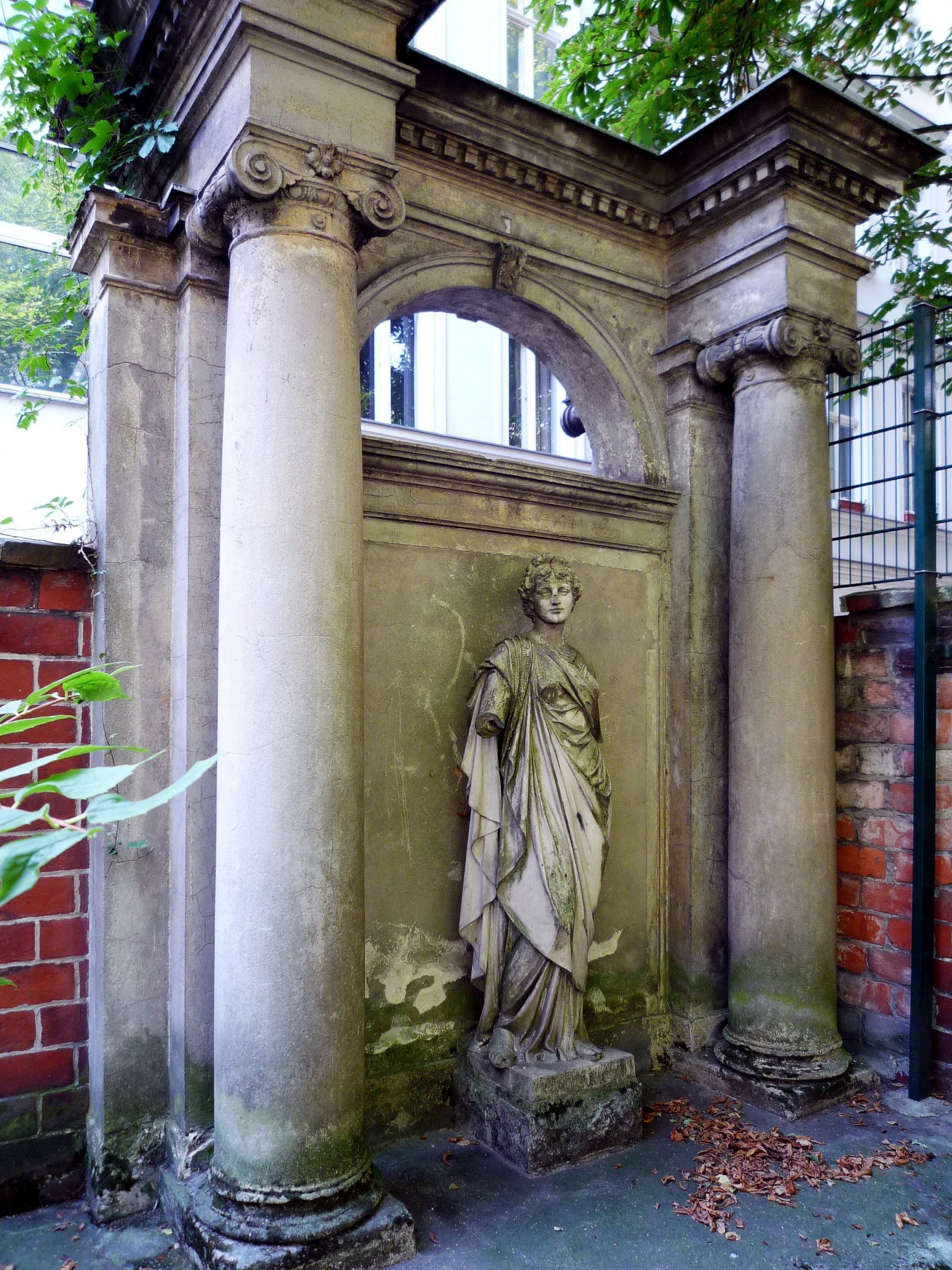
Fragment av den förstörda "Amerikanische Kirche".
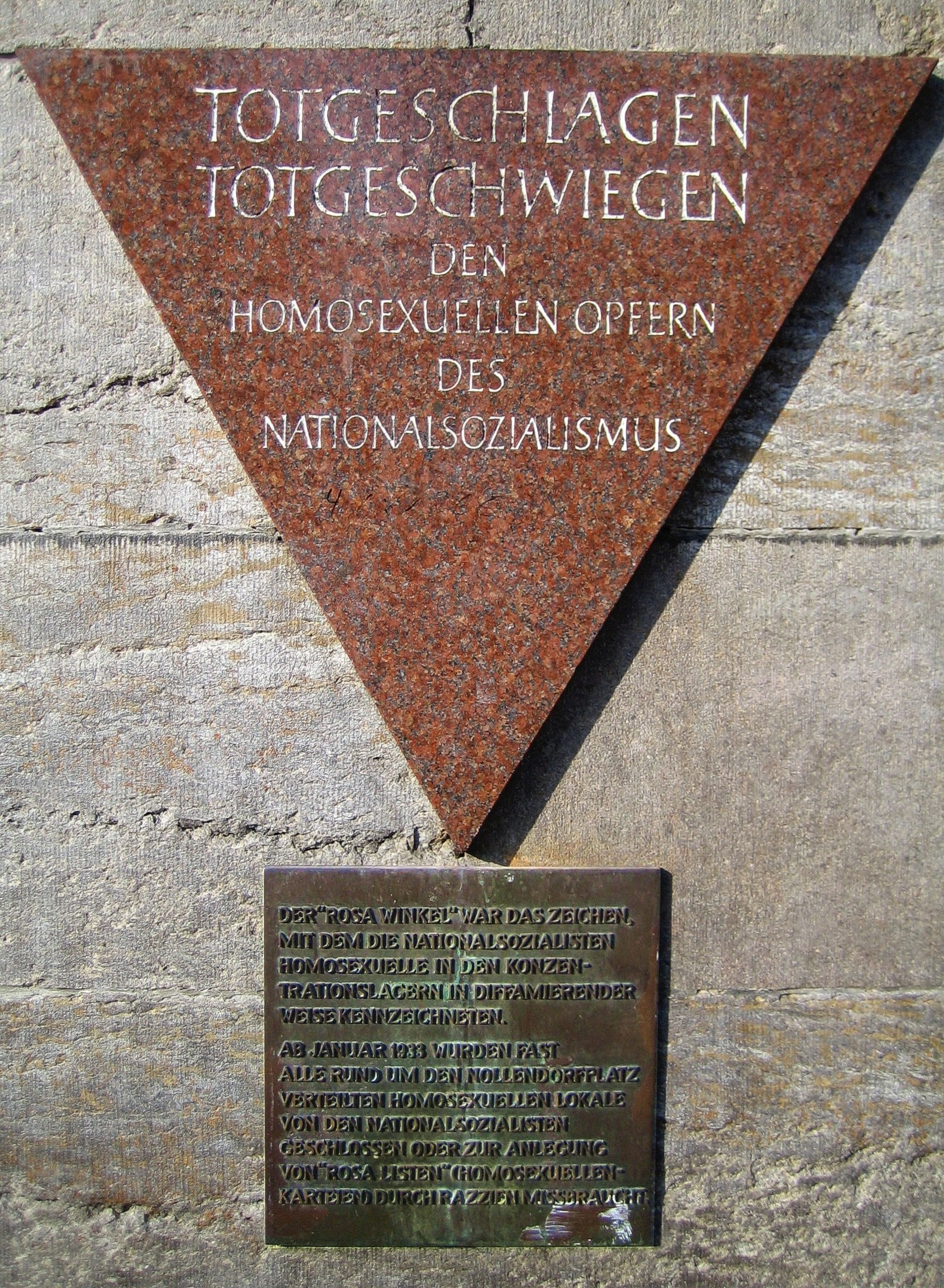
Minnesmärket "Rosa triangeln" vid U-Bahn Nollendorfplatz, minner om de homosexuella som dog under förintelsen.
Regnbågskolonn vid Nollendorfplatz som markerar gaydistriktet av konstnären Salomé.
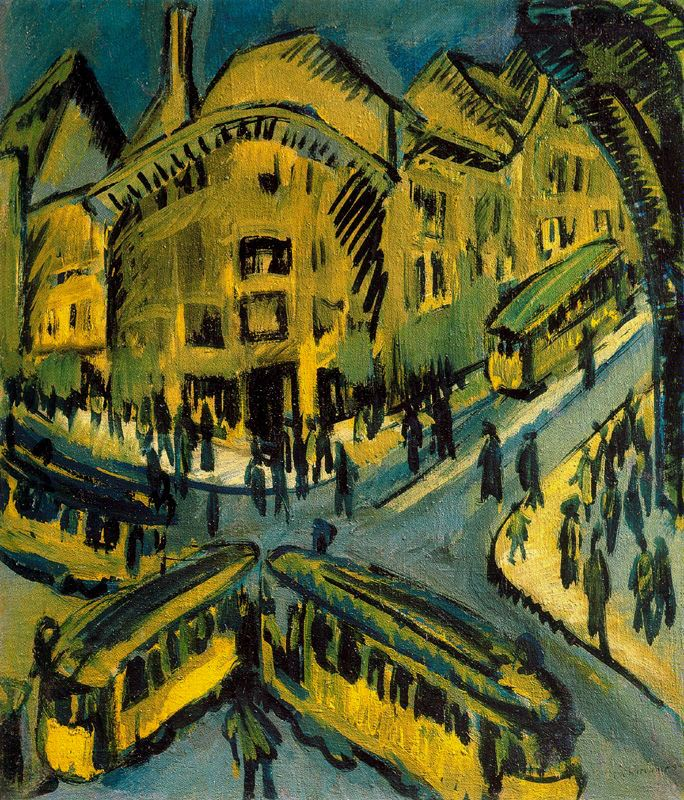
Nollendorfplatz av Ernst Ludwig Kirchner